# Natalia Boyarskaya
Natalia Boyarskaya (nascida em 27 de fevereiro de 1983) é uma ciclista russa.
Ela representou seu país, Rússia, nos Jogos Olímpicos de Verão de 2008 em Pequim. Boyarskaya separou-se do pelotão principal na prova de estrada e conseguiu construir uma vantagem de 59 segundos, mas teve que parar quando ela não conseguia ver qual o caminho a escolher. Ela foi alcançada e passou a terminar na quadragésima posição, e três dias depois, ela terminou em décimo sexto na estrada contrarrelógio.